# Choe Chung-won
M. Choe Chung-won est le président sud-coréen de la Fédération mondiale de taekwondo (WTF), l'une des deux fédérations mondiales de taekwondo avec la Fédération internationale de taekwondo (ITF), à laquelle sont affiliés les taekwondoïstes nord-coréens.
Dans le cadre du dialogue intercoréen en vue de la réunification de la Corée, M. Choe devait rencontrer son homologue de l'ITF, M. Jang Ung, le 6 avril 2007 à Séoul, dans la perspective d'unifier les deux fédérations mondiales de taekwondo.